# Calathusa metableta
Calathusa metableta är en fjärilsart som beskrevs av Turner 1902. Calathusa metableta ingår i släktet Calathusa och familjen trågspinnare. Inga underarter finns listade i Catalogue of Life.